# مکانیسم (جامعه‌شناسی)
مکانیسم (جامعه‌شناسی) (به انگلیسی: Mechanism (sociology)) یا «مکانیسم‌های اجتماعی» و مکانیسم تبیین‌های مبتنی بر پدیده‌های اجتماعی از فلسفه علم سرچشمه می‌گیرد. تفکر اصلی در پس رویکرد مکانیسم به صورت زیر توسط الستر (۱۹۸۹: ۳–۴) بیان شده‌است: «توضیح یک رویداد به معنای توضیح علت وقوع آن است. معمولاً… این به شکل ذکر یک رویداد قبلی به عنوان علت رویدادی است که می‌خواهیم توضیح دهیم… [اما] ذکر علت کافی نیست: مکانیسم علّی نیز باید ارائه شود، یا حداقل پیشنهاد شود.»
تعاریف موجود تفاوت زیادی با یکدیگر دارند ولی زیربنای همه آنها تأکیدی است بر قابل فهم کردن قوانین مشاهده شده با مشخص کردن جزئیات نحوه ایجاد آنها. در حال حاضر رضایت بخش‌ترین بحث در مورد مفهوم مکانیسم در ماچامر، داردن و کراور (۲۰۰۰) یافت می‌شود. به دنبال آنها، می‌توان گفت مکانیسم‌ها شامل موجودیت‌ها (با ویژگی‌های آنها) و فعالیت‌هایی است که این موجودیت‌ها به تنهایی یا در هماهنگی با سایر موجودیت‌ها انجام می‌دهند. این فعالیت‌ها تغییر ایجاد می‌کنند و نوع تغییر ایجاد شده به ویژگی‌ها و فعالیت‌های موجودات و روابط بین آنها بستگی دارد. مکانیزمی که به این ترتیب تعریف شده‌است، به مجموعه ای از موجودیت‌ها و فعالیت‌هایی اشاره دارد که به گونه ای سازماندهی شده‌اند که به‌طور منظم نوع خاصی از نتیجه را به همراه داشته باشند و ما یک نتیجه مشاهده شده را با اشاره به مکانیسمی که توسط آن چنین نتایجی به‌طور منظم ایجاد می‌شود توضیح می‌دهیم (همچنین به  هدستروم و یلیکوسکی ۲۰۱۰ مراجعه کنید).